# Герб Дрожжановского района
Герб Дрожжа́новского муниципального района Республики Татарстан Российской Федерации — опознавательно-правовой знак, служащий официальным символом муниципального образования.
Герб утверждён Решением № 6/3 Совета Дрожжановского муниципального района 9 марта 2006 года.
Герб внесён в Государственный геральдический регистр Российской Федерации под регистрационном номером 2289 и в Государственный геральдический реестр Республики Татарстан под № 44.

## Описание герба
«В серебряном, зелёном и золотом поле, повышенно пересечённом и рассечённом внизу, поверх всего — золотой каравай с серебряной солонкой, поставленный на серебряном рушнике с червлёным (красным) шитьём на концах; позади каравая в серебре — выходящий червлёный шар».

## Символика герба
Дрожжановский район располагается на западной оконечности Республики Татарстан, что показано в гербе района красным диском-солнцем. Солнце — традиционный символ долголетия, активности, силы, трудолюбия.
Символика поля герба, состоящего из зелёной и золотой части, многозначна:
— указывает на смешанное население района: здесь компактно проживают татары и чуваши; об этом же говорит изображение узоров на концах рушника.
Рушник (полотенце) с национальными узорами также аллегорически символизирует жителей района, внёсших огромный вклад в развитие культуры, науки, искусства и литературы Республики. Здесь родились и работали Николай Ефремов — основоположник чувашской драматургии; народный артист Республики Татарстан Хидият Султанов; поэты и писатели — Шараф Мударис, Тал-Морза, Заки Нури. Высокими трудовыми успехами прославили родной район Герои Социалистического Труда, председатели колхозов — Ахметгерей Абдреев и Лазарь Дергунов, дважды Герой Социалистического Труда, бывший министр авиационной промышленности СССР — Пётр Дементьев и многие другие. Полотенце — традиционный символ духовной чистоты и уважения.
Зелёный цвет — символ природы, здоровья, жизненного роста.
Золото — символ урожая, богатства, стабильности и уважения.
Каравай с солонкой показывают направленность экономики района. Регион является аграрным и обеспечивает Республику такими видами сельхозпродукции и сырья как зерно, бобовые культуры, сахарная свёкла, мясо, молоко. Основная деятельность предприятий района также направлена на обслуживание и переработку сельскохозяйственной продукции.
Рушник, каравай и солонка вместе символизируют радушие и гостеприимство местных жителей.
Серебро — символ чистоты, совершенства, мира и взаимопонимания
Красный цвет — символ мужества, силы, труда, уверенности и красоты.

## История герба
Идея герба: Джевдет Гафуров, Айрат Субаев (Дрожжановский район РТ).
Доработка герба произведена Геральдическим советом при Президенте Республики Татарстан совместно с Союзом геральдистов России в составе:
Рамиль Хайрутдинов (Казань), Радик Салихов (Казань), Ильнур Миннуллин (Казань), Константин Мочёнов (Химки), Кирилл Переходенко (Конаково), Галина Русанова (Москва).